# Dignités planétaires
En astrologie, on nomme dignités planétaires les mises en valeur (« hard » et non « en négatif », ou bien « soft » et non « en positif ») des planètes du thème astral par le lieu où elles sont situées.

## Domiciles selon l'astrologie traditionnelle
Reconnue pour sa complexité, la discipline de l'astrologie traditionnelle s'articulerait autour de la mise en relation(s) des planètes avec les signes astrologiques (maîtrises), selon une orientation symétrique autour d'un axe Cancer-Lion, Capricorne-Verseau. Ptolémée, dans la Tétrabible, présente  les domiciles planétaires ainsi : 
1. ☉ Soleil en Lion ♌︎
2. ☽ Lune en Cancer ♋︎
3. ☿ Mercure en Gémeaux ♊︎, et en Vierge ♍︎
4. ♀ Vénus en Taureau ♉︎, et en Balance ♎︎
5. ♂ Mars en Bélier ♈︎, et en Scorpion ♏︎
6. ♃ Jupiter en Sagittaire ♐︎, et en Poissons ♓︎
7. ♄ Saturne en Capricorne ♑︎, et en Verseau ♒︎

## Domiciles actuels
| Planète | Polarité           | Qualités élémentales                    | Quadrant du cercle d'ordonnancement où se trouve la planète | Signe(s) astrologique(s) dont la planète a la maîtrise |
| Soleil  | Masculin (actif)   | Chaud et Sec                            | Quarte de Feu                                               | Lion                                                   |
| Lune    | Féminin (réceptif) | Froid et Humide                         | Quarte d'Eau                                                | Cancer                                                 |
| Mercure | Masculin (actif)   | Froid et Sec                            | Quarte de Terre                                             | Gémeaux et Vierge                                      |
| Vénus   | Féminin (réceptif) | Chaud et Humide                         | Quarte d'Air                                                | Taureau et Balance                                     |
| Mars    | Masculin (actif)   | Chaud et Sec (plus Chaud que Sec)       | Quarte de Feu                                               | Bélier                                                 |
| Jupiter | Masculin (actif)   | Chaud et Humide (plus Chaud qu'Humide)  | Quarte d'Air                                                | Sagittaire                                             |
| Saturne | Féminin (réceptif) | Froid et Sec (plus Froid que Sec)       | Quarte de Terre                                             | Capricorne                                             |
| Uranus  | Masculin (actif)   | Sec et Chaud (plus Sec que Chaud)       | Quarte de Feu                                               | Verseau                                                |
| Neptune | Féminin (réceptif) | Humide et Froid (plus Humide que Froid) | Quarte d'Eau                                                | Poissons                                               |
| Pluton  | Féminin (réceptif) | Froid et Humide (plus Froid qu'Humide)  | Quarte d'Eau                                                | Scorpion                                               |

On peut remarquer que ce sont les planètes dites intérieures (dont l'orbite est comprise entre le Soleil et la Terre) Mercure et Vénus qui ont la maîtrise de deux signes.  Les planètes dites transsaturniennes (Uranus, Neptune et Pluton), découvertes plus récemment, ne se sont vu attribuer qu'un seul domicile.

## Exil, Exaltation et Chute
Le signe astrologique situé à 180° du domicile d'une planète est appelé exil. Autant, lorsqu'une planète est située dans son domicile, il y a identité d'action entre la planète et le signe, autant, lorsqu'une planète est en exil, la planète est vécue (qualitativement) à contre-courant, sans que sa force ne soit altérée. Selon l'astrologue Hadès, une planète en exil nuit toujours.
Comme autres mises en relations entre les planètes et les différents signes du zodiaque, la théorie astrologique comprend également les exaltations et les chutes. Hadès affirme que lorsqu'une planète est en chute, il y a affaiblissement (quantitatif) du symbolisme de cette dernière, de façon que « la planète en chute nuit toujours aux choses dont elle est significatrice », et que lorsqu'une planète est située dans son lieu d'exaltation, il y a renforcement quantitatif de son symbolisme avec une tendance à l'exagération, alors qu' « aucune planète en domicile ne peut nuire », ce qui distingue l'exaltation du domicile.

### D'après Halbronn
Selon Halbronn, le dispositif des exaltations - de même que celui des chutes - n'offre pas la même cohérence interne que celui des domiciles. Au prix de quelques permutations, Halbronn, en numérotant les planètes de 1 à 12 (en incluant deux transplutoniennes) reconstitue un nouveau tableau d'ensemble des dignités planétaires.

### Selon Dorsan
D'après Jacques Dorsan, pratiquant de l'astrologie sidérale, les exaltations traditionnelles (Soleil 19° Bélier, Lune 3° Taureau, Mercure 15° Vierge, Vénus 27° Poissons, Mars 28° Capricorne, Jupiter 15° Cancer, Saturne 21° Balance) proviennent de la position dans le zodiaque de certaines étoiles d'importance majeure (Les Pléiades, Antarès, etc.).

### D'après Jourlin
Voici le Tableau des dignités et débilités des planètes dressé par Jourlin :
| Planète | Exil            | Exaltation | Chute      |
| Soleil  | Verseau         | Bélier     | Balance    |
| Lune    | Capricorne      | Taureau    | Scorpion   |
| Mercure | Sagittaire      |            |            |
| Vénus   | Bélier Scorpion | Poissons   | Vierge     |
| Mars    | Balance         | Capricorne | Cancer     |
| Jupiter | Gémeaux         | Cancer     | Capricorne |
| Saturne | Cancer          | Balance    | Bélier     |
| Uranus  | Lion            |            |            |
| Neptune | Vierge          |            |            |
| Pluton  | Taureau         |            |            |